# Friedrich Karl Ginzel
Friedrich Karl Ginzel, född 26 maj 1850 i Liberec i Böhmen, död 29 juni 1929, var en tysk astronom.
Ginzel blev assistent vid Oppolzers privatobservatorium i Wien 1877, medarbetare vid astronomiska räkneinstitutet i Berlin 1886, och blev professor där 1899. Han fortsatte Oppolzers undersökningar över sol- och månförmörkelser, och utgav bland annat Spezieller Kanon der Sonnen- und Mondfinsternisse 900 v. Kr.–600 n. Kr. (1899) och Handbuch der mathematischen und technischen Chronologie (3 band, 1906–1914). Ginzel tilldelades Valzpriset 1884. Månkratern Ginzel är uppkallad efter honom.